# Нумероним
Нумероним — это слово, обычно аббревиатура, частично или полностью состоящее из цифр. Этот термин может использоваться для описания нескольких различных числовых конструкций, но чаще всего он относится к сокращению, в котором все буквы между первой и последней буквой слова заменяются числом пропущенных букв (например, «i18n» для «интернационализация»).
Согласно Энн Х. Суханов, редактору Microsoft Encarta College Dictionary, изначально этот термин относился к телефонным словам — словам, написанным буквами клавиш телефонной клавиатуры.
Нумероним также может называться буквенно-цифровой аббревиатурой или буквенно-цифровым сокращением.

## Типы

### Омофоны
Число может быть подставлено в слово, где его произношение соответствует произношению пропущенных букв. Например, «K9» произносится как «кей-найн», что звучит как «canine» (относящийся к [[dog|собакам]).
Примеры нумеронимов, основанных на омофонах:
- sk8r: скейтер
- B4: before (до)
- l8r: later (позже); L8R, также иногда сокращенно L8ER, обычно используется в чатах и других текстовых сообщениях как способ прощания.
- G2G: "good to go" (готов идти), "got to go" (пора идти) или "get together" (встретиться), также встречается как "GTG".
- gr8: "great" (отлично)
- P2P: "плати, чтобы играть" или "одноранговая сеть"
- F2P: "бесплатная игра"
- T2UL/T2YL: "talk to you later" (поговорю с тобой позже), также встречается как "TTYL".
- B2B: "бизнес для бизнеса"
- B2C: "business-to-consumer" (бизнес для потребителя)

### Числовые сокращения

Чтобы сократить слово accessibility (доступность), одиннадцать букв между a и y заменяются на 11, образуя a11y.

В качестве альтернативы, буквы между первой и последней буквами слова могут быть заменены числом пропущенных букв. Например, слово «интернационализация» может быть сокращено путем замены восемнадцати средних букв («nternationalizatio») на «18», оставляя «i18n». Иногда последняя буква также учитывается и опускается. Эти сокращения слов иногда называют числовыми сокращениями.
Согласно Тексу Тексину, первым таким нумеронимом был «S12n», имя электронной почты, данное сотруднику Digital Equipment Corporation (DEC) Яну Шерпенхейзену системным администратором, потому что его фамилия была слишком длинной для имени учетной записи. К 1985 году коллеги, которым было трудно произносить имя Яна, часто называли его устно «S12n» (эс-двенадцать-эн). Использование таких нумеронимов стало частью корпоративной культуры DEC.
Примеры числовых сокращений:
- g11n – глобализация[4]
- i14y – взаимодействие[5]
- a11y – доступность[6]
- m12n – модуляризация[7]
- p13n – персонализация[8]
- s5n – shorten (сокращать)[9]
- l10n – локализация[10]
- i18n – интернационализация[10]
- a16z – Andreessen Horowitz[11]
- K8s – Kubernetes[12][13]
- o11y – наблюдаемость[14]
- c12s – коммуникации
- c14n – канонизация[15]
- E15 – Вулкан Eyjafjallajökull в Исландии[16]

### Только числовые
Некоторые нумеронимы состоят исключительно из чисел, например «212» для «жителя Нью-Йорка», «4-1-1» для «информации», «9-1-1» для «помощи», «101» для «базового введения в тему» и «420» для «каннабиса». Слова этого типа существуют уже несколько десятилетий, включая те, что в 10-коде, который используется еще со времен до Второй мировой войны. Номера глав или разделов статутов некоторых юрисдикций стали нумеронимами, например, 5150 и 187 из уголовного кодекса Калифорнии. Во многом потому, что производство многих американских фильмов и телепрограмм основано в Калифорнии, использование этих терминов распространилось за пределы их первоначального местоположения и круга пользователей.
Примеры чисто числовых слов:
- 64 – Протесты на площади Тяньаньмэнь 1989 года
- 69 – 69 (сексуальная позиция)
- 143 – Я люблю тебя[17]
- 187 – сленг для «убийства», основанный на разделе 187 Уголовного кодекса Калифорнии
- 421 - Удача (Fortune)
- 520 – Я люблю тебя (один из многих нумеронимов, используемых в китайском интернет-сленге)
- 8:46 – Продолжительность времени, связанная с убийством Джорджа Флойда (25 мая 2020 г. в Миннеаполисе).[18][19]
- 2137 - Время суток, в которое умер Иоанн Павел II
- 1312 - ACAB (All Cops Are Bastards - Все копы - ублюдки)

### Повторяющиеся буквы
Число также может обозначать, сколько раз повторяется символ до или после него. Обычно это используется для представления имени или фразы, в которой несколько последовательных слов начинаются с одной и той же буквы, как в W3 (Всемирная паутина) или W3C (Консорциум Всемирной паутины). Amazon Web Services использует это при именовании некоторых своих популярных сервисов, таких как S3 (Simple Storage Service - Простой сервис хранения) и EC2 (Elastic Cloud Compute - Эластичные вычисления в облаке)

### SI-приставки
Нумеронимы также могут использовать SI-приставки, которые обычно используются для сокращения длинных чисел (например, «1k» для 1000 или «1M» для 1 000 000).
Примеры нумеронимов с использованием приставок СИ:
- Y2K problem – Проблема 2000 года
- Y2K38 problem – Проблема 2038 года
- C10k problem – Проблема десяти тысяч одновременных соединений